# ヘッドハンター (テレビドラマ)
『ヘッドハンター』は、2018年4月16日から6月4日まで毎週月曜22時 - 22時54分にテレビ東京系「ドラマBiz」で放送されたテレビドラマである。主演は江口洋介。全8回。

## 概要
テレビ東京は、2018年4月改編でドラマ枠「ドラマBiz」を新設し、その第1弾として本作品を放送することを発表した。キャストには、『日経スペシャル』の出演者で『日経スペシャル ガイアの夜明け』の案内人を務める江口洋介とナレーションを務める杉本哲太、『日経スペシャル カンブリア宮殿』でインタビュアーを務める小池栄子が起用される。

## キャスト
黒澤和樹
演 - 江口洋介
サーチ会社である「SAGASU」で社長およびヘッドハンターを務める男性。
赤城響子
演 - 小池栄子
転職斡旋会社最大手である「ブリッジ」でシニアバイス（最年少）を務める女性。
慶応大学卒業後、アメリカでMBAを取得する。「SAGASU」の少々乱暴なやり口に不満を感じている。黒澤和樹のことを「クロサワ」と呼ぶ。
灰谷哲也
演 - 杉本哲太
サーチ会社である「SAGASU」で総務および経理を務める男性。
30年のつきあいになる黒澤和樹の苦手な事務作業をサポートするが、彼とは因縁がある。
眞城昭
演 - 平山浩行
情報通のフリー記者。サーチ会社「SAGASU」とは協力関係にある。元新聞記者で黒澤和樹の前歴を知っている。
舘林美憂
演 - 徳永えり
サーチ会社「SAGASU」のリサーチャー。
高い知識とパソコン能力を持ち、洞察力にも優れている。試用期間を経て正式に社員となる。赤城響子のことを「コダヌキ」と呼ぶ。
及川百合
演 - 山賀琴子
黒澤和樹行きつけの古い洋食屋の看板娘。
武井恭平
演 - 岡田龍太郎
「ブリッジ」の若手社員で赤城の部下。
黒澤健司
演 - 河野洋一郎
黒澤和樹の父親。元・四橋銀行千代田支店支店長。48歳の時に総会屋への不正融資による利益供与事件の主犯として逮捕され、執行猶予判決となる。その後、死亡。

### ゲスト
第1話
北村有起哉（谷口孝雄：マルヨシ商品開発部課長、音響機器エンジニア、40代）
遊井亮子（谷口葉子：谷口孝雄の妻）
高橋克実（五十嵐文雄：マルヨシ社員、谷口孝雄の先輩、音響機器エンジニア、通称ガシさん、53歳）
長谷川初範（横河龍一：マルヨシ社長、広報畑出身、黒澤和樹と因縁が有るらしい）
内田恭子（赤城響子にインタビューするTVキャスター）
第2話
高嶋政伸（郷原泰三：大急グループ・ホールディングス営業統括部長、旧・五陽テック出身、いつも個室トイレで気合を入れている）
正名僕蔵（柳井君秋：大急グループ・ホールディングスシステムエンジニア、旧・五陽テック出身、郷原泰三の大学ラグビー部同期、離婚歴あり）
渡辺憲吉
第3話
若村麻由美（熊谷瑤子：総合商社三網物産生活情報産業開発部第一セクション部長、離婚歴あり）
菜葉菜（江上唯：総合商社三網物産総合職社員、熊谷瑤子の部下）
須黒清華（熊谷瑤子を取材する女性記者）※テレビ東京アナウンサー
加藤将平
第4話
伊武雅刀（松原善三：老舗旅館「松葉楼」代表取締役社長、大旦那）
立石涼子（松原瑞江：老舗旅館「松葉楼」取締役、女将、松原善三の妻）
浜田学（松原伸二：老舗旅館「松葉楼」取締役、松原善三の次男、株式会社兼良物産海外産業開発部勤務アメリカ駐在、39歳）
金井勇太（松原三郎：老舗旅館「松葉楼」取締役、松原善三の三男、株式会社菅野テックシステム事業部勤務、東京在住、33歳）
中野剛（佐川：顧問弁護士）
細野涼聖（黒澤和樹：幼少役）
第5話
板尾創路（西郷守男：株式会社北東鉄鋼総合職社員、邦亜大学経済学部卒、長野県出身、54歳）
山下容莉枝（西郷早苗：西郷守男の妻、義父を介護する専業主婦）
団時朗（王子山社長：株式会社北東鉄鋼代表取締役社長、黒澤和樹と因縁が有るらしい）
第6話
宅間孝行（芥川紘一：タマル精機人事部長、46歳）
野間口徹（島崎剛：ダブルウィナー社ヘッドハンター、辞めさせ屋）
春海四方（川端敏夫：元・タマル精機経営企画室室長、芥川紘一の元上司、54歳）
弘中麻紀（川端妙子：川端の妻）
第7話
平田満（磯田清十郎：ゴッドハンドの異名を持つ天才外科医）
丸山智己（高坂次郎：磯田清十郎からのパワハラを訴えて病院を去る愛弟子）
細野今日子（牧野千春）
深沢エミ（千春の母）
俵木藤汰（及川道夫：百合の父）
第8話（最終話）
山本耕史（川瀬次雄：財務省職員〈ノンキャリア〉）
堀部圭亮（藤堂誠一：国会議員）
夕輝壽太（桑野課長：川瀬の上司〈キャリア〉）
西山繭子（川瀬晴美：川瀬の妻）

## スタッフ
- 脚本：林宏司
- 演出：星護、土方政人、小林義則
- 音楽：佐橋俊彦
- 主題歌：Beverly「Baby don’t cry 〜神様に触れる唇〜」[2]
- ヘッドハンター監修：武元康明（半蔵門パートナーズ）
- リサーチ：今井紳介
- チーフプロデューサー：稲田秀樹（テレビ東京）
- プロデューサー：高丸雅隆（共同テレビ）
- 制作協力：共同テレビ
- 製作著作：テレビ東京

## 放送日程
| 各話                                                         | 放送日  | タイトル | ラテ欄                                                              | 演出     | 視聴率 |
| ------------------------------------------------------------ | ------- | -------- | ------------------------------------------------------------------- | -------- | ------ |
| 第1話                                                        | 4月16日 | LIST 1   | 天使か悪魔か? 謎の転職案内人! 標的は中年エンジニア…その時妻と同僚は | 星護     | 4.5%   |
| 第2話                                                        | 4月23日 | LIST 2   | 人材が盗まれた…! 部下の裏切りに上司の出世ピンチ                     | 星護     |        |
| 第3話                                                        | 4月30日 | LIST 3   | バブル女の転職に中傷メール! 涙の決断に罠                            | 土方政人 |        |
| 第4話                                                        | 5月07日 | LIST 4   | 温泉旅館を立て直せ 後継者探しは壮絶親子バトルへ!                    | 小林義則 |        |
| 第5話                                                        | 5月14日 | LIST 5   | 年収200万アップの転職を拒否! 妻の涙 意外なワケ                      | 星護     |        |
| 第6話                                                        | 5月21日 | LIST 6   | 夫が突然無職に! 妻の涙…悪徳リストラ屋を倒せ!                        | 土方政人 |        |
| 第7話                                                        | 5月28日 | LIST 7   | 天才外科医を狙え パワハラ 惑の裏に…謎の愛憎劇                       | 小林義則 |        |
| 最終話                                                       | 6月04日 | LIST 8   | 命を救う転職! 巨悪の嘘を暴く最後の大逆転劇!                         | 星護     |        |
| （視聴率はビデオリサーチ調べ、関東地区・世帯・リアルタイム） |         |          |                                                                     |          |        |

- 初回は22時 - 23時9分の15分拡大放送。